# Ingemar Wadsö
Bertil Ingemar Wadsö, född 13 april 1930 i Varberg, är en svensk forskare.
Ingemar Wadsö tog examen vid högre tekniska läroverket i Borås 1950 och studerade därefter vid Lunds universitet, där han blev fil.kand. 1954 och fil.lic. 1957. Han disputerade 1962 för filosofie doktorsgraden på avhandlingen Enthalpy changes accompanying the hydrolysis of some O-, S-, and N-acetyl compounds. Wadsö blev docent i biokemi, särskilt
fysikalisk biokemi 1962 och docent i termokemi 1967, allt vid Lunds universitet. Han innehade en forskartjänst vid Styrelsen för teknisk utveckling 1969–1974, utnämndes till biträdande professor vid Naturvetenskapliga forskningsrådet 1974 och var professor i termokemi vid Lunds universitet 1981–1995. 
Ingemar Wadsö utnämndes 1992 till medicine hedersdoktor i Lund.